# Silene nizvana
Silene nizvana är en nejlikväxtart som beskrevs av Melzh. Silene nizvana ingår i släktet glimmar, och familjen nejlikväxter. Inga underarter finns listade i Catalogue of Life.